# Virtus Francavilla Calcio 2022-2023
Questa voce raccoglie le informazioni riguardanti la Virtus Francavilla Calcio nelle competizioni ufficiali della stagione 2022-2023.

## Stagione
La Virtus Francavilla partecipa per la settima volta nella sua storia al campionato di Serie C (ex Lega Pro). Alla guida tecnica della squadra viene richiamato Antonio Calabro (già artefice della prima storica promozione e della prima stagione tra i professionisti).

### Precampionato
Dal 15 al 26 luglio la squadra si allena presso la Nuovarredo Arena di Francavilla Fontana. Dal 27 luglio al 10 agosto ha effettuato il ritiro presso Camigliatello Silano (Cs). Il 22 luglio ha disputato la prima amichevole, in casa, contro il Lecce (0-1). Il 31 luglio ha pareggiato (1-1) nell'amichevole contro il Cosenza. Nella successiva amichevole del 12 agosto ha rimediato una sconfitta contro il Fc Francavilla (0-1). Il 18 agosto ha poi sconfitto in un'altra amichevole il Fasano (2-1).

### Campionato di Serie C
Inserita nel girone C la Virtus ha disputato la prima partita in trasferta, il 4 settembre, sul campo della Turris riportando un pareggio (2-2). Nel torneo raccoglie 45 punti che valgono tredicesimo posto finale, 3 punti sulla zona Play-out, un solo punto dai Play-off. Nel girone di andata ottiene 22 punti, mentre il bottino del girone di ritorno è stato di 23 punti. Miglior marcatore stagionale dei biancoazzurri è stato Cosimo Patierno, che ha firmato 19 reti, superando più del doppio, le 8 reti segnate nella stagione scorsa.

### Coppa Italia di Serie C
La Virtus ha disputato, il 5 ottobre, il primo turno di Coppa Italia di Serie C, contro il Potenza, riportando una sconfitta ai calci di rigore (3-4) dopo che tempi regolamentari e supplementari si erano conclusi sullo 0-0 e subendo così l'eliminazione dalla competizione.

## Rosa
| N. |                   | Ruolo | Calciatore               |
| -- | ----------------- | ----- | ------------------------ |
| 1  | Italia (bandiera) | P     | Joakim Milli             |
| 2  | Italia (bandiera) | D     | Riccardo Idda (capitano) |
| 4  | Italia (bandiera) | C     | Francesco Giorno         |
| 5  | Italia (bandiera) | C     | Cassio Cardoselli        |
| 6  | Italia (bandiera) | D     | Mirko Miceli             |
| 7  | Italia (bandiera) | C     | Pasquale Maiorino        |
| 8  | Italia (bandiera) | C     | Tommaso Di Marco         |
| 9  | Italia (bandiera) | A     | Cosimo Patierno          |
| 10 | Italia (bandiera) | A     | Leonardo Perez           |
| 11 | Italia (bandiera) | C     | Federico Mastropietro    |
| 13 | Italia (bandiera) | D     | Daniele Solcia           |
| 17 | Italia (bandiera) | D     | Alessandro Caporale      |
| 18 | Italia (bandiera) | D     | Roberto Pierno           |

| N. |                    | Ruolo | Calciatore           |
| -- | ------------------ | ----- | -------------------- |
| 19 | Niger (bandiera)   | A     | Riccardo Ejesi       |
| 21 | Italia (bandiera)  | C     | Andrea Risolo        |
| 22 | Italia (bandiera)  | P     | Michele Avella       |
| 23 | Camerun (bandiera) | C     | Giovanni Tchetchoua  |
| 24 | Italia (bandiera)  | C     | Antonio Fois         |
| 26 | Italia (bandiera)  | C     | Andrea Cisco         |
| 27 | Italia (bandiera)  | C     | Francesco Carella    |
| 30 | Italia (bandiera)  | C     | Federico Macca       |
| 31 | Brasile (bandiera) | A     | Murilo Otávio Mendes |
| 66 | Ghana (bandiera)   | A     | Joseph Ekuban        |
| 67 | Ghana (bandiera)   | D     | Elimelech Enyan      |
| 96 | Italia (bandiera)  | D     | Alessandro Minelli   |
| 98 | Italia (bandiera)  | P     | Andrea Romagnoli     |

## Calciomercato

### Sessione estiva(dal 01/07 al 01/09)
| Acquisti | Acquisti                 | Acquisti              | Acquisti   |
| R.       | Nome                     | da                    | Modalità   |
| -------- | ------------------------ | --------------------- | ---------- |
| P        | Michele Avella           | Ancona                | definitivo |
| D        | Daniele Solcia           | Atalanta              | prestito   |
| C        | Tommaso Di Marco         | Torino                | prestito   |
| C        | Alessio Lo Duca          | Atletico Terme Fiuggi | definitivo |
| A        | Riccardo Ugonna Ejesi    | Padova                | definitivo |
| C        | Claudio Alexander Vaughn | FC Francavilla        | definitivo |
| A        | Murilo Otavio Mendes     | Viterbese             | definitivo |
| C        | Andrea Risolo            | Catanzaro             | definitivo |
| D        | Marco Fekete             | Inter                 | definitivo |
| C        | Andrea Risolo            | Catanzaro             | definitivo |
| C        | Francesco Giorno         | Alessandria           | definitivo |
| C        | Antonio Fois             | Fidelis Andria        | definitivo |
| C        | Andrea Cisco             | Pisa                  | prestito   |
| D        | Alessandro Minelli       | Juventus              | prestito   |
| C        | Cassio Cardoselli        | Virtus Entella        | definitivo |
| C        | Federico Macca           | Virtus Entella        | prestito   |
| P        | Andrea Romagnoli         |                       | svincolato |

| Cessioni | Cessioni                 | Cessioni       | Cessioni                |
| R.       | Nome                     | da             | Modalità                |
| -------- | ------------------------ | -------------- | ----------------------- |
| C        | Mario Prezioso           | Ancona         | definitivo              |
| D        | Gabriele Ingrosso        | Pordenone      | definitivo              |
| P        | Tommaso Emanuele Nobile  | Foggia         | definitivo              |
| D        | Luigi Gianfreda          |                | svincolato              |
| A        | Francesco Puntoriere     |                | svincolato              |
| C        | Davide Caracciolo        | Nardò          | prestito                |
| C        | Andrea Poletì            | Nardò          | prestito                |
| P        | Giuseppe Cassano         | Lavello        | prestito                |
| C        | Domenico Franco          | Lucchese       | definitivo              |
| C        | Marco Toscano            | Gubbio         | definitivo              |
| D        | Fabio Delvino            | Fidelis Andria | definitivo              |
| C        | Alessio Lo Duca          | Trastevere     | prestito                |
| C        | Claudio Alexander Vaughn | FC Francavilla | prestito                |
| C        | Antonio Fois             |                | svincolato (da ottobre) |

### Sessione invernale (dall'1/1 al 31/1)
| Acquisti | Acquisti              | Acquisti  | Acquisti   |
| R.       | Nome                  | da        | Modalità   |
| -------- | --------------------- | --------- | ---------- |
| D        | Sergio Yakubiv        | Crotone   | definitivo |
| D        | Davide De Marino      | Juventus  | prestito   |
| C        | Luca Prinelli         | Monza     | definitivo |
| C        | Davide Manarelli      | Viterbese | prestito   |
| A        | Ottar Magnus Karlsson | Venezia   | prestito   |

| Cessioni | Cessioni              | Cessioni       | Cessioni   |
| R.       | Nome                  | a              | Modalità   |
| -------- | --------------------- | -------------- | ---------- |
| A        | Joseph Ekuban         | Fidelis Andria | prestito   |
| D        | Mirko Miceli          | Turris         | definitivo |
| C        | Francesco Giorno      | Piacenza       | prestito   |
| C        | Elimelech Enyan       | Montevarchi    | prestito   |
| C        | Federico Mastropietro | Viterbese      | definitivo |

## Risultati

### Serie C

#### Girone di andata
| Arbitro: | Bonacina (Bergamo) |

|                        |           |                                |
| Giannone 57’ Manzi 58’ | Marcatori | 60’ (rig.) Maiorino 67’ Murilo |

| Arbitro: | Arena (Torre del Greco) |

|                     |           |  |
| Patierno 62’ (rig.) | Marcatori |  |

| Arbitro: | Scatena (Avezzano) |

|            |           |  |
| D'Ursi 62’ | Marcatori |  |

| Arbitro: | Baratta (Rossano) |

|             |           |  |
| Patierno 1’ | Marcatori |  |

| Arbitro: | Grasso (Ariano Irpino) |

|                           |           |                     |
| Costantino 31’ 59’ (rig.) | Marcatori | 68’ (rig.) Patierno |

| Arbitro: | Emmanuele (Pisa) |

|                         |           |              |
| Murilo 69’ Patierno 87’ | Marcatori | 19’ Dalmazzi |

| Arbitro: | Scarpa (Collegno) |

|                               |           |  |
| Gladestony 30’ Nocciolini 45’ | Marcatori |  |

| Francavilla Fontana 15 ottobre 2022, ore 17.30 CEST 8ª giornata | Virtus Francavilla | 0 – 0 referto | Latina | Stadio Giovanni Paolo II\| Arbitro: \| Sfira (Pordenone) \| |
| Arbitro:                                                        | Sfira (Pordenone)  |               |        |                                                             |

| Arbitro: | Angelucci (Foligno) |

|                             |           |  |
| Cuomo 75’ G. Gomez 79’, 86’ | Marcatori |  |

| Arbitro: | Perri (Roma) |

|                           |           |                                       |
| Maiorino 30’ Patierno 48’ | Marcatori | 15’ Trotta 19’ Illanes 84’ Dall'Oglio |

| Arbitro: | Di Graci (Como) |

|                  |           |                                |
| Caturano 5’, 74’ | Marcatori | 30’ (rig.) Patierno 32’ Murilo |

| Arbitro: | Kumara (Verona) |

|           |           |             |
| Perez 74’ | Marcatori | 13’ Tascone |

| Arbitro: | De Angeli (Milano) |

|                     |           |  |
| D’Agostino 17’, 40’ | Marcatori |  |

| Arbitro: | Fiero (Pistoia) |

|                                          |           |  |
| Solcia 54’ Patierno 87’ (rig.) Enyan 89’ | Marcatori |  |

| Arbitro: | Cavaliere (Paola) |

|           |           |  |
| Falbo 85’ | Marcatori |  |

| Arbitro: | Centi (Terni) |

|                                  |           |                                |
| Cardoselli 12’, 44’ Patierno 72’ | Marcatori | 64’ (rig.) Lescano 81’ Cuppone |

| Arbitro: | Bordin (Bassano del Grappa) |

|                                             |           |                |
| Iemmello 16’ Bombagi 32’, 66’ A. Curcio 82’ | Marcatori | 87’ Cardoselli |

| Arbitro: | Zanotti (Rimini) |

|                          |           |           |
| Diop 25’ E. Esposito 42’ | Marcatori | 58’ Macca |

| Arbitro: | Vingo (Pisa) |

|                                |           |              |
| Patierno 28’ (rig.) Risolo 69’ | Marcatori | 59’ L. Ricci |

#### Girone di ritorno
| Arbitro: | Pezzopane (L’Aquila) |

|                                    |           |              |
| Murilo 22’ 55’ Patierno 62’ (rig.) | Marcatori | 57’ Stampete |

| Arbitro: | Marotta (Sapri) |

|                      |           |              |
| Baldè 19’ Fofana 82’ | Marcatori | 58’ Patierno |

| Arbitro: | Catanoso (Reggio Calabria) |

|             |           |  |
| Patierno 7’ | Marcatori |  |

| Arbitro: | Madonia (Palermo) |

|                 |           |  |
| Loreto 62’, 67’ | Marcatori |  |

| Arbitro: | Gigliotti (Cosenza) |

|                                     |           |  |
| Patierno 2’ Pierno 70’ Maiorino 78’ | Marcatori |  |

| Andria 1 febbraio 2023, ore 21 CEST 25ª giornata | Fidelis Andria     | 0 – 0 referto | Virtus Francavilla | Stadio degli Ulivi\| Arbitro: \| Frascaro (Firenze) \| |
| Arbitro:                                         | Frascaro (Firenze) |               |                    |                                                        |

| Arbitro: | Turrini (Firenze) |

|                                                   |           |               |
| Maiorino 12’ (rig.), 43’ Patierno 46’, 55’ (rig.) | Marcatori | 59’ La Monica |

| Arbitro: | Iacobellis (Pisa) |

|                             |           |              |
| Fabrizi 40’ Ganz 49’ (rig.) | Marcatori | 11’ Patierno |

| Arbitro: | Saia (Palermo) |

|           |           |                                |
| Cisco 66’ | Marcatori | 60’ D’Ursi 71’ (rig.) G. Gomez |

| Arbitro: | Djurdjevic (Trieste) |

|  |           |            |
|  | Marcatori | 17’ Mendes |

| Arbitro: | Costanza (Agrigento) |

|             |           |              |
| Minelli 22’ | Marcatori | 97’ G. Volpe |

| Arbitro: | Milone (Taurianova) |

|             |           |  |
| Malcore 59’ | Marcatori |  |

| Arbitro: | Lovison (Padova) |

|                                       |           |              |
| Cinaglia 37’ (aut.) Maiorino 75’, 88’ | Marcatori | 20’ Pandolfi |

| Arbitro: | Perri (Roma) |

|               |           |  |
| Tommasini 88’ | Marcatori |  |

| Arbitro: | Di Cicco (Lanciano) |

|                         |           |  |
| Solcia 15’ Patierno 39’ | Marcatori |  |

| Arbitro: | Taricone (Perugia) |

|                                         |           |            |
| Lescano 10’ (rig.), 45’ Merola 14’, 44’ | Marcatori | 90’ Murilo |

| Arbitro: | Castellone (Napoli) |

|                   |           |                                   |
| Patierno 48’, 59’ | Marcatori | 34’ Cianci 43’, 73’, 90’A. Curcio |

| Arbitro: | Burlando (Genova) |

|  |           |            |
|  | Marcatori | 90’ Garcia |

| Arbitro: | Tremolada (Monza) |

|                          |           |           |
| Polidori 64’ Marotta 77’ | Marcatori | 75’ Cisco |

### Coppa Italia di Serie C

#### Turni eliminatori
| Arbitro: | Vogliacco (Bari) |

|                                                |                      |                                           |
| Maiorino Patierno Miceli Caporale Mastropietro | Tiri di rigore 3 – 4 | Caturano Sandri Logoluso Di Grazia Steffè |

## Statistiche

### Statistiche di squadra
Statistiche aggiornate al 24 aprile 2023.
| Competizione         | Punti | In casa | In casa | In casa | In casa | In casa | In casa | In trasferta | In trasferta | In trasferta | In trasferta | In trasferta | In trasferta | Totale | Totale | Totale | Totale | Totale | Totale | DR |
| Competizione         | Punti | G       | V       | N       | P       | Gf      | Gs      | G            | V            | N            | P            | Gf           | Gs           | G      | V      | N      | P      | Gf     | Gs     | DR |
| -------------------- | ----- | ------- | ------- | ------- | ------- | ------- | ------- | ------------ | ------------ | ------------ | ------------ | ------------ | ------------ | ------ | ------ | ------ | ------ | ------ | ------ | -- |
| Serie C              | 45    | 19      | 12      | 3       | 4       | 35      | 19      | 19           | 1            | 3            | 15           | 12           | 35           | 38     | 13     | 6      | 19     | 47     | 54     | -7 |
| Coppa Italia Serie C | -     | 1       | 0       | 1       | 0       | 0       | 0       | 0            | 0            | 0            | 0            | 0            | 0            | 1      | 0      | 1      | 0      | 0      | 0      | -  |
| Totale               | 45    | 20      | 12      | 4       | 4       | 35      | 19      | 19           | 1            | 3            | 15           | 12           | 35           | 39     | 13     | 7      | 19     | 47     | 54     | -7 |

### Andamento in campionato
| Giornata  | 1 | 2 | 3  | 4 | 5 | 6 | 7  | 8  | 9  | 10 | 11 | 12 | 13 | 14 | 15 | 16 | 17 | 18 | 19 | 20 | 21 | 22 | 23 | 24 | 25 | 26 | 27 | 28 | 29 | 30 | 31 | 32 | 33 | 34 | 35 | 36 | 37 | 38 |
| --------- | - | - | -- | - | - | - | -- | -- | -- | -- | -- | -- | -- | -- | -- | -- | -- | -- | -- | -- | -- | -- | -- | -- | -- | -- | -- | -- | -- | -- | -- | -- | -- | -- | -- | -- | -- | -- |
| Risultato | N | V | P  | V | P | V | P  | N  | P  | P  | N  | N  | P  | V  | P  | V  | P  | P  | V  | V  | P  | V  | P  | V  | N  | V  | P  | P  | V  | N  | P  | V  | P  | V  | P  | P  | P  | P  |
| Posizione | 9 | 6 | 10 | 6 | 9 | 7 | 11 | 11 | 12 | 14 | 15 | 13 | 16 | 12 | 14 | 11 | 15 | 17 | 14 | 13 | 14 | 10 | 13 | 10 | 12 | 10 | 11 | 11 | 8  | 8  | 11 | 9  | 9  | 7  | 8  | 10 | 12 | 13 |

Legenda:

Luogo: C = Casa; T = Trasferta. Risultato: V = Vittoria; N = Pareggio; P = Sconfitta.